# Louis Claude Daniel Rojou
Louis Claude Daniel Rojou est un homme politique français né le 12 janvier 1762 à La Flèche (Sarthe) et décédé à une date inconnue.

## Biographie
Il est le fils de Louis Claude Rojou, marchand cirier, et de Marie Sophie Thérèse Guillerault [et non Pingereau], mariés à La Flèche en 1760.
Au début de la Révolution, il est administrateur du département.
Il est élu député de la Sarthe à l'Assemblée législative (1791). Il siège avec la majorité. Il fait partie du comité des secours publics. Il vote silencieusement avec la majorité.
Le 27 septembre 1791, il épouse Anne Coralie Augustine Charlotte Boucher, fille de Charles Augustin Boucher de la Luhardière, chirurgien fléchois et correspondant de l'Académie royale de chirurgie, et de Rosalie Jeanne Françoise Gaudon.

## Sources
- R. de B., « Louis-Claude-Daniel Rojou et le cœur d'Henri IV (1814) », La Province du Maine, octobre-décembre 1961, p. 251-258.
- « Louis Claude Daniel Rojou », dans Adolphe Robert et Gaston Cougny, Dictionnaire des parlementaires français, Edgar Bourloton, 1889-1891 [détail de l’édition]